# Генрі Ранґ
Генрі Ранґ (8 червня 1902 — 25 грудня 1946) — румунський вершник.
Срібний призер Олімпійських Ігор 1936 року в індивідуальному конкурі.